# Gone Away
Gone Away är en singel av det amerikanska punkrockbandet The Offspring. Enligt DVD:n på bandets Greatest Hits-album har denna låt hjälpt många av fansen under svåra tider. En akustisk version av låten har även framförts live och då är det enbart Dexter Holland som uppträder, spelandes på ett piano. Den 5 oktober 2012 uppträdde The Offspring tillsammans med Emily Armstrong (från Dead Sara) och de spelade då den akustiska versionen av låten. "Gone Away" kom på plats 247 på listan The KROQ Top 300 Songs of the 90s och på plats 62 på listan Triple J Hottest 100 of 1998. En coverversion av denna låt av bandet Noctura finns med på deras album Surrender the Sun från 2011.
Låten handlar om sorgen över någon nära som har dött. Det fanns rykten om att Holland skrev "Gone Away" sedan hans flickvän hade dött i en bilolycka (där denna flickvän tros ha varit modern till Hollands dotter Alexa Holland, som föddes den 8 mars 1988). Detta har dock dementerats av Holland, som förklarade att låten grundar sig i en händelse som utspelade sig runt tiden då Ixnay on the Hombre spelades in. Holland och hans dåvarande fru, Kristine Luna, hade varit ute och ätit när de bestämde sig för att gå till Baskin-Robbins i Huntington Beach. När de väntar i kö kommer ett par inspringande och skriker att de är jagade av gängmedlemmar. En bil stannar till utanför och personerna i bilen börjar skjuta in i affären. Holland skyddar Luna med sin egen kropp och de båda är säkra på att de kommer att dö. Ingen kommer till skada, men händelsen påverkade Holland och fick honom att tänka på döden. Han bestämde sig då för att skriva "Gone Away", vilket skedde några veckor efter händelsen.
Musikvideon till "Gone Away" spelades in den 13 februari 1997 i en nästintill övergiven köttproduktionsbyggnad i Los Angeles. Som regissör stod Nigel Dick och musikvideon hade premiär på MTV den 26 februari samma år.
En pianoversion av "Gone Away" lanserades på Let the Bad Times Roll. The Offspring har uppträtt med låten tillsammans med Brian May.

## Låtlista
Alla låtar är skrivna och komponerade av The Offspring, om inte annat anges. 
| Nr | Titel                                             | Längd |
| -- | ------------------------------------------------- | ----- |
| 1. | Gone Away                                         | 4:27  |
| 2. | Cool to Hate                                      | 2:46  |
| 3. | D.U.I.                                            | 2:27  |
| 4. | Hey Joe (skriven av Billy Roberts och Niela Horn) | 2:37  |

| 1. | Gone Away | 4:27 |
| 2. | D.U.I.    | 2:28 |

## Gone Away EP
Gone Away EP är det amerikanska punkrockbandet The Offsprings femte officiella EP, släppt den 11 november 2021 via skivbolaget Concord Records. Gone Away EP innehåller fyra versioner av låten "Gone Away", som först lanserades på Ixnay on the Hombre under 1997 och som senare släpptes i en pianoversion på Let the Bad Times Roll under 2021.

### Låtlista
Alla låtar är skrivna och komponerade av Dexter Holland, om inte annat anges. 
| Nr           | Titel                        | Längd |
| ------------ | ---------------------------- | ----- |
| 1.           | Gone Away (2021)             | 3:16  |
| 2.           | Gone Away (Live 2021)        | 3:42  |
| 3.           | Gone Away (Alternative 2021) | 3:15  |
| 4.           | Gone Away (1997)             | 4:27  |
| Total längd: | Total längd:                 | 14:40 |